# Paspalomyces aureus
Paspalomyces aureus är en svampart som beskrevs av Linder 1933. Paspalomyces aureus ingår i släktet Paspalomyces, divisionen sporsäcksvampar och riket svampar.   Inga underarter finns listade i Catalogue of Life.